# Eutrixopsis petiolata
Eutrixopsis petiolata är en tvåvingeart som beskrevs av Verbeke 1962. Eutrixopsis petiolata ingår i släktet Eutrixopsis och familjen parasitflugor.
Artens utbredningsområde är Kongo. Inga underarter finns listade i Catalogue of Life.